# برایم ناراحت نباش
برایم ناراحت نباش (به ترکی استانبولی: Benim İçin Üzülme) یک سریال درام تلویزیونی به کارگردانی سرکان بیرینجی است که از ۶ نوامبر ۲۰۱۲ از شبکه آت‌و ترکیه در حال پخش است. این مجموعه آخرین سریال ساخته‌شده توسط ماهسون کیرمیزیگول است. صحنه‌های این سریال در قارص ترکیه و باتومی گرجستان فیلمبرداری شده‌است.

## داستان
فرزند دو خانواده‌ی اصیل در دریای سیاه به نام‌های نیازی و هارون عاشق بوکه می‌شوند که به همراه پدرش به عنوان کارگر فصلی برای کار به ناحیه دریای سیاه آمده‌است. این عشق هر دو خانواده را به تلخی‌های بسیاری دچار می‌کند.